# Karel Klančnik
Karel Klančnik (Mojstrana, Kranjska Gora, 30. svibnja 1917. – Mojstrana, Kranjska Gora, 8. prosinca 2009.), slovenski skijaš skakač. 
Natjecao se kasnih 1940-ih i ranih 1950-ih. Na ZOI 1948. bio je 23. u pojedinačnoj konkurenciji na velikoj skakaonici. Na ZOI 1952. podijelio je 29. mjesto u pojedinačnoj konkurenciji na velikoj skakaonici.
Na Turneji četiriju skakaonica 1953. bio je osvojio 17. mjesto 6. siječnja u Innsbrucku i 13. mjesto 11. siječnja u Bischofshofenu, na maloj skakaonici, što mu je bio najbolji rezultat u karijeri. Nakon završetka natjecateljske karijere bio je trener omladinske reprezentacije i savezni trener jugoslavenske reprezentacije skijaša skakača. 
U dane pred smrt 2009. godine bio je drugi po starosti živući slovenski športaš.

## Vanjske poveznice
- Karel Klančnik na stranicama Međunarodne skijaške federacije
- Rezultati olimpijskih natjecanja u skijaškim skokovima u razdoblju 1948-1960.
- Uspomena na Karela Klančnika (1917-2009.)  Arhivirana inačica izvorne stranice od 8. veljače 2013. (Wayback Machine)
- Karel Klančnik  Arhivirana inačica izvorne stranice od 21. listopada 2012. (Wayback Machine) na sports-reference.com